# Begonia alice-clarkae
Begonia alice-clarkae é uma espécie de Begonia.